# Lunella viridicallus
Lunella viridicallus là một loài ốc biển thuộc họ Turbinidae.  

## Mô tả
Loài này có chiều dài của vỏ đạt 3,2 mm.

## Phân bổ
Chúng thường xuất hiện ở Biển Đỏ .